# Люк (Зав'яловський район)
Люк (рос. Люк) — село в Зав'яловському районі Удмуртії, Росія.
Знаходиться на обох берегах річки Люк, правої притоки Іжа, посеред лісу. В межах села на річці створено ставок. До Іжевська збудована окрема автодорога, яка зв'язує село із столицею.
Назва села походить від назви річки і означає з удмуртської мови — купа, груда.

## Населення
Населення — 1173 особи (2010; 1073 в 2002).
Національний склад станом на 2002 рік:
- росіяни — 70 %

## Історія
До революції село входило до складу Сарапульського повіту Вятської губернії. В 1850 році в селі була відкрита дерев'яна церква Святих апостолів Петра й Павла та парафія, через що село називалось Петропавловським. За даними 10-ї ревізії 1859 року село мало 39 дворів, де проживало 386 осіб, працювало 2 млини та 7 кузень. В 1863 році церква перебудовується, а в 1912 році будується кам'яна. В 1920 році село увійшло до складу новоствореної Вотської АО, воно було центром Люцької волості Іжевського повіту. Була утворена також і Люцька сільська рада. В 1924 році волость приєднується до Совєтської волості. В 1929 році волосна система ліквідовується, лишаються лише сільради, і Люцька сільрада увійшла в склад Іжевського району. В 1960 році постановою Радміну РРФСР кам'яна церква Петра й Павла була закрита. З 1965 року сільрада входить в склад Зав'яловського району. В 1979 році церква була віднесена до списку об'єктів культурної спадщини регіонального значення. В 1990-их роках храм передається парафії і він був відновлений як церква Положення риз Божої Матері.

## Економіка
Головними підприємствами села є СПК «Урал», перетворене з однойменного колгоспу.
Із закладів соціальної сфери працюють середня школа, дитячий садок, культурний комплекс, ФАП та клуб.

## Урбаноніми[7]
- вулиці — 40 років Жовтня, Дорожня, Зеленіна, Молодіжна, Польова, Радянська, Райдужна, Свободи, Селищна, Смарагдова, Східна, Червона, Шкільна, Ювілейна

## Відомі люди
В селі народився Зеленін Дмитро Костянтинович — радянський етнограф, діалектолог і фольклорист, член-кореспондент АН СРСР. Ось як він описував своє рідне село:
|  | Село Люк русское, но кругом его много удмуртских деревень. От Ижевска до Люка считали прежде 30 верст, но по самой скверной дороге, какую только можно себе представить. За свою жизнь я проехал летом на конях много тысяч километров в разных местах России, но такой скверной дороги нигде не встретил. В селе Люк в мое время считалось более ста домов, но село было глухое, медвежий угол: «поп, дьячок да третий кабачок». Была и школа, земская, и я в ней учился, но недолго… |